# Godzilla: Tokyo SOS
Godzilla: Tokyo SOS (jap. ゴジラ×モスラ×メカゴジラ 東京SOS, Gojira × Mosura × Mekagojira: Tōkyō SOS) ist ein japanischer Monsterfilm (Kaijū Eiga) aus dem Jahr 2003 und der 27. Godzilla-Film. Der Film ist eine Fortsetzung des ein Jahr zuvor veröffentlichten Films Godzilla against MechaGodzilla und nimmt ebenso einen großen Bezug auf den 1961 erschienenen Mothra bedroht die Welt. Ebenso wie beim Vorgänger führte hier Masaaki Tezuka Regie.

## Handlung
Japan 2003: Ein Jahr nach dem Kampf zwischen Godzilla und Kiryū in Shinagawa dringt ein unbekanntes und nicht zu identifizierendes Flugobjekt in den japanischen Luftraum ein. Dabei handelt es sich um Mothra, die Beschützerin der Erde, die ihren Verfolgern, zwei Jets der japanischen Luftwaffe, entkommen kann.
Mothras Ziel ist eine kleine Berghütte, in der der Wissenschaftler Dr. Shin’ichi Chūjō mit seinen Enkeln Yoshito und Shun Urlaub macht. Dabei kommt es zum Wiedersehen zwischen dem Wissenschaftler und den Cosmos. Diese haben eine dringende Bitte, die der Doktor der japanischen Regierung übermitteln soll: Sie sollen den aus dem Godzilla-Skelett bestehenden Kiryū im Meer versenken, um so den Zeitfluss wieder in Ordnung zu bringen, zudem lockt der Roboter Godzilla an. Yoshito, der zur Wartungsmannschaft der Kiryū-Einheit gehört, lehnt dies aber ab, da er in Kiryū die einzige Möglichkeit sieht, Godzilla zu besiegen. Doch die Cosmos geben ihr Versprechen, dass Mothra kommen und Japan beschützen wird. Angesichts der einstigen Zerstörung Tokios durch Mothra im Jahr 1961 bleibt Yoshito skeptisch.
Im Dock, in dem der Riesenroboter repariert und gewartet wird, werden erstmals die Ausmaße der Schäden aus dem Kampf gegen Godzilla bewusst. Man kann den verlorenen Arm zwar ersetzen, aber die Absolute-Zero-Kanone ist irreparabel beschädigt. Reporter und Journalisten sehen im Skelett des ersten Godzillas, welches in Kiryū eingebaut ist, die Ursache für Godzillas Angriffe auf Japan. Außerdem sind einige der Ansicht, dass der Wiederaufbau von Shinagawa höhere Priorität haben sollte als die Reparatur des Roboters.
Doch nicht nur die Reparatur und Wartung von Kiryū steht bei der Einheit auf dem Programm, ein neues Einsatzkommando soll Kiryū steuern, da die vorherigen Mitglieder Akana Yashiro, Kenji Sekine und Susumu Ya die Einheit verlassen, um in den USA neue Kampftechniken und Strategien für den Ernstfall zu lernen. Azusa Kisaragi wird die neue Pilotin der Shiragasi-Flugzeuge, die bei der Abschiedsfeier Yoshito kennenlernt.
Währenddessen versucht sein Onkel Shin’ichi den Premierminister Igarashi davon zu überzeugen, das Kiryū-Programm aufzugeben und ihn im Meer zu versenken. Doch der Premierminister lehnt diese Bitte ab. Er sieht in Mothra aufgrund ihres vorherigen Angriffes eine genauso große Gefahr wie Godzilla und weist darauf hin, dass das Land den Roboter braucht, um Godzilla zu besiegen.
Zur gleichen Zeit wird die Riesenschildkröte Kameba tot an der japanischen Küste aufgefunden. Das Tier hat schwere Wunden am Hals, die von einer Tierkralle stammen, wie die von Godzilla. Doch nicht nur Kameba ereilte ein tödliches Schicksal, auch ein amerikanisches Atom-U-Boot wird im Pazifik nahe Guam von Godzilla angegriffen und versenkt.
Die Wissenschaftler beraten derzeit über eine mögliche Reparatur von Kiryūs Absolute-Zero-Kanone, doch der Kristall, der das Herzstück der Kanone stellt, ist so stark beschädigt und der Kristall sehr selten. So wird der Reparaturplan der Absolute-Zero-Kanone aufgegeben. Stattdessen will man Kiryū für einsatzbereit erklären, was Yoshito aber verhindern will, da die letzten Checks nicht abgeschlossen worden sind. Da diese aber noch mindestens sechs Monate andauern würden, hört man nicht auf ihn, da ein Auftauchen von Godzilla jederzeit möglich sein kann.
Diese Aktion bringt Yoshito nun in Konflikt mit dem neuen Operator Kyōsuke Akiba, der Sohn des japanischen Verteidigungsministers. Es kommt zu einem Streit, den Lt. Togashi aber beendet. Nach einem Gespräch mit Azusa wird ihm eine Vorladung im Verteidigungsministerium übermittelt. Dort wird er nach dem Gespräch des Premierministers Igarashi und seinem Onkel Shin’ichi nach den Vorfällen im Ferienhaus und zu Mothra befragt.
Währenddessen taucht Godzilla wieder auf und kämpft im Pazifik gegen die japanische Marine. Diese ist allerdings machtlos und kann seinen Vormarsch auf Tokio nicht stoppen. Die Kiryū-Einheit sieht sich gezwungen schnell zu handeln und ersetzt seine Absolute-Zero-Kanone mit einer Hyper-Maser-Einheit. Der Plan des Militärs und der Regierung sieht vor, Godzilla erneut nach Shinagawa zu locken, um dort frei kämpfen zu können und um gleichzeitig die Schäden so gering wie möglich zu halten. Die Stadt wird evakuiert.
Auch die Familie Chūjō macht sich für die Flucht aus Tokio bereit, doch Shun ist plötzlich verschwunden. Als Shin’ichi bemerkt, dass der Stein von Mothra verschwunden ist, befürchtet er, dass Shun irgendwo in der Stadt ist, um Mothra zu rufen. Er vermutet, dass Shun denselben Trick anwendet, mit dem er einst Mothra auf dem Flughafen von Tokio lockte. Die Zeit drängt, denn Godzilla hat die Bucht von Tokio erreicht.
Die Armee versucht Godzilla mit Marschflugkörpern, Maser-Panzern und Panzern aufzuhalten, doch erfolglos. Die Kiryū-Einheit arbeitet fieberhaft an der Fertigstellung der Reparaturarbeiten des Roboters. Zur gleichen Zeit findet Shin’ichi Shun auf einem Schulgelände, wo Shun mit Tischen und Stühlen tatsächlich das Symbol von Mothra aufgestellt hat. Es funktioniert, Mothra erscheint über Tokio und greift Godzilla an.
Yoshito wird mitgeteilt, dass sich sein Onkel und sein Neffe noch innerhalb der Gefahrenzone befinden und erneut nach den Vorfällen im Ferienhaus befragt. Währenddessen kämpfen Godzilla und Mothra unerbittlich weiter. Doch Godzilla ist stärker, so dass Mothra mit ihrem Flügelstaub zum letzten Mittel greift. Premierminister Igarashi erkennt das und befiehlt den Einsatz von Kiryū, um Mothra beizustehen. 
Trotz des fehlenden Check-Ups wird Kiryu einsatzbereit gemacht. Der Roboter schafft es gerade noch, Mothra beizustehen und Godzilla vom finalen Schlag gegen sie abzuhalten. Dennoch kann er nicht verhindern, dass Mothra schwer verwundet ist. Die Cosmos beobachten den Kampf mit großer Sorge, als plötzlich aus einem Ei von Mothra zwei Mothra-Larven schlüpfen und sich auf den Weg nach Tokio machen, um Mothra und Kiryū beizustehen. 
Yoshito macht sich derweil auf die Suche nach seinen Verwandten, trifft sie aber auf dem Schulgelände nicht an. Erst nachdem er die Straßen Tokios durchfährt, findet er beide verletzt und bewusstlos unter Trümmern, die beim Kampf der Riesenmonstern entstanden. So hilft er den beiden und bringt sie in die Basis der Armee im Shibuya-Park, wo sie ärztlich versorgt werden.
Währenddessen geht der Kampf weiter. Godzilla schafft es, nachdem Kiryū ihn verletzen konnte, die Oberhand zu gewinnen und Kiryū schwere Schäden zufügen, als die Mothra-Larven Tokio erreichen. Sie schaffen es, Godzilla vom Roboter wegzulocken, werden aber auch schwer von seinen Hitzestrahlen getroffen. Als Godzilla die Mothra-Larven angreifen will, fliegt Mothra in die Quere und fängt den Hitzestrahl ab, weswegen sie Feuer fängt und schließlich explodiert. Die Schäden an Kiryū sind  enorm, so ist das Antriebssystem beschädigt und muss erst repariert werden. Deswegen meldet sich Yoshito in der Kommandozentrale und bittet um die Reparatur von Kiryū. Der Premierminister gewährt ihm die Bitte und mithilfe des U-Bahn-Systems von Tokio entgeht er so der Schlacht zwischen Godzilla und den Mothra-Larven, auch wenn er von den Trümmern beinahe erschlagen wird. Die Cosmos helfen ihm dabei, zu Kiryū zu gelangen, während Azusa Godzilla ablenkt.
In engem Kontakt zu seinen Kollegen repariert Yoshito die Schäden und schafft es, Kiryū wieder betriebsbereit zu machen. Allerdings wird Kiryū von den Hitzestrahlen von Godzilla getroffen, weswegen er Kiryū aufgrund eines Schadens an den Ausgängen nicht mehr verlassen kann. Um eine Rettungsmission zu verhindern, gibt er vor sich in Sicherheit gebracht zu haben. Jedoch kann Kiryū jetzt wieder kämpfen, wobei das Parlamentsgebäude zerstört wird. Dennoch gelingt es ihm, Godzilla mit einem Bohrer schwer am Bauch zu verwunden und ihn zusätzlich mit der Hyper-Maser-Einheit zu schwächen. Die Mothra-Larven nutzen diesen Moment aus und spinnen ihn in Kokon ein, in dem Godzilla zusammenbricht. 
Yoshito bittet Kiryū derweil um Vergebung, weil man ihn als Waffe missbraucht hat. Mithilfe eines Bordcomputers verzeiht ihm der Roboter auch. Er schnappt sich den eingesponnen Godzilla und fliegt mit ihm ins Japanische Meer, wo er mit ihm in einem Tiefseegraben versinken will. Da dies auch das Ende von Yoshito bedeuten würde, gibt dieser zu gelogen zu haben und dass er sich immer noch in Kiryū befinde. Azusa fliegt Kiryū hinterher und schießt die Tür mit den Bordgeschützen auf. 
Kiryū rotiert derweil, so dass Yoshito unbeschadet abspringen kann und verabschiedet sich von ihm. Mithilfe des Schleudersitzes fängt Azusa ihn auf und beide landen unverletzt im Meer. Auch Kiryū taucht ab und versinkt mit Godzilla immer tiefer, bis die Verbindung abreißt. Während Yoshito um Kiryū trauert, kehren die Mothra-Larven zurück nach Infant Island.

## Rezeption
Am 13. November 2003 lief der Film dann in den japanischen Kinos, wo er von 1,1 Millionen Besuchern gesehen wurde. Er spielte ca. 10,7 Millionen US-Dollar ein.
Der Film gefiel den Kritikern und das Publikum positiv. 80 Prozent der Kritiker gefiel der Film. Beim Publikum gefiel der Film zu 73 Prozent.

## Hintergrund
Godzilla: Tokyo SOS feierte seine Uraufführung am 3. November 2003 bei den Tokio International Film Festivals.
Wie beim Vorgänger wurde auch Tokyo SOS sowohl in den USA als auch in Deutschland direkt auf DVD veröffentlicht. In Deutschland wurde der Film am 29. September 2006 von Splendid Entertainment herausgebracht.
Der Darsteller des Dr. Shin’ichi Chūjō, Hiroshi Koizumi, spielte dieselbe Rolle im 1961 erschienenen ersten Mothra-Film Mothra bedroht die Welt.